# Henri Deutsch de la Meurthe

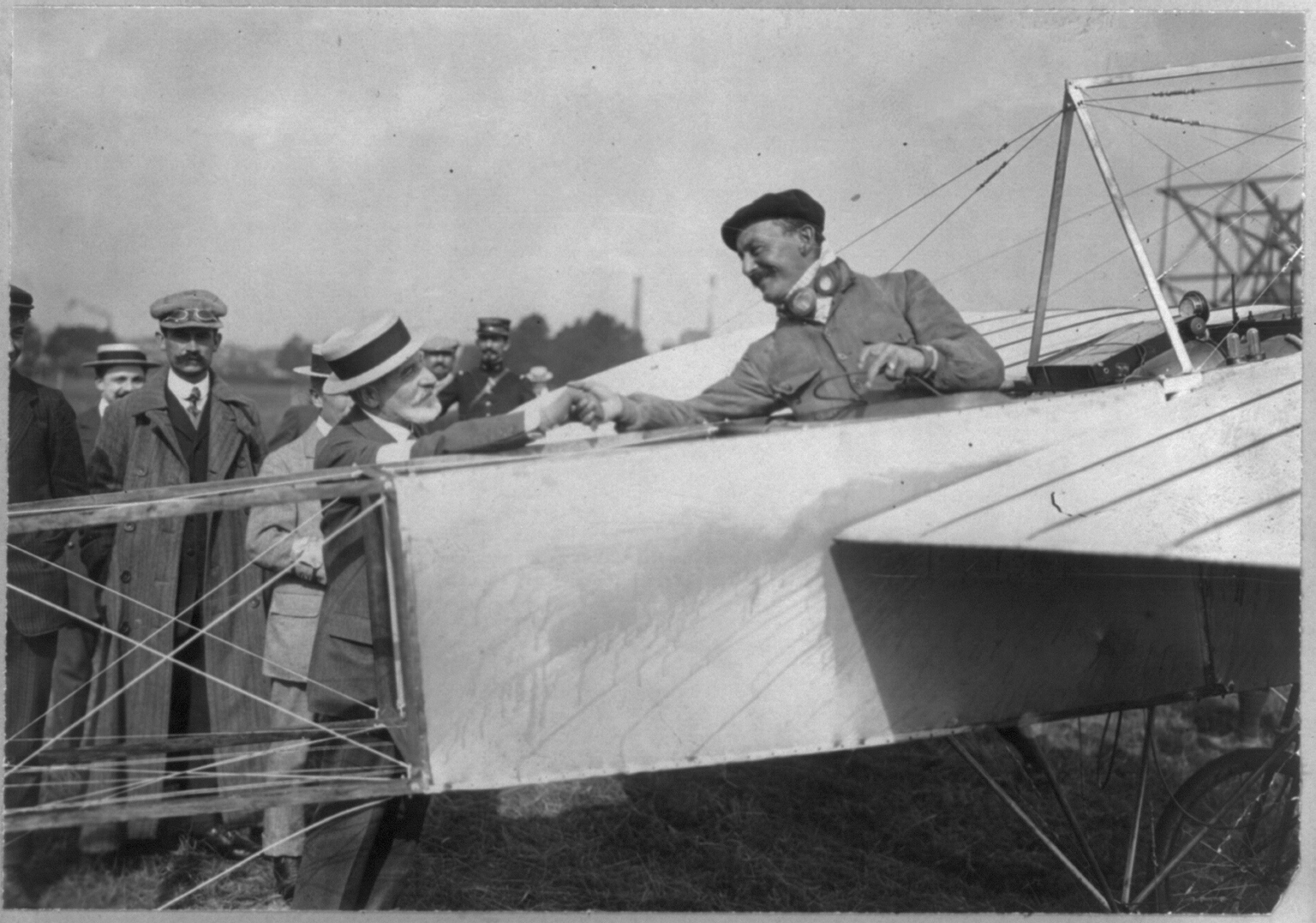
Alfred Leblanc mottar gratulationer av Henri Deutsch de la Meurthe i Nancy efter Circuit de l'Est, 1910

Salomon Henri Deutsch de la Meurthe, född 25 september 1846 i Paris i Frankrike, död 24 november 1919 i Paris, var en fransk affärsman inom oljebranschen och finansiär av utveckling av flygverksamhet.
Henri Deutsch de la Meurthe var från en förmögen fransk familj, som utvecklat fransk oljeindustri. Hans far Alexander Deutsch hade 1854 grundat ett företag för att processa och marknadsföra vegetabilisk olja i La Villette. Efter det att mineralolja upptäckts i Pennsylvania i USA 1859, började Alexander Deutsch utveckla användningen av mineraloljor i Frankrike. Han inlemmade sina två söner Henri och Emile i rörelsen och köpte ett första raffinaderi i Rouen 1881 och ett andra i St. Loubès i Gironde 1883. År 1889 började han i samarbete med bröderna Rotschild också raffinera olja i Spanien. Vid denna tidpunkt började Alexander Deutsch också lägga till "de la Meurthe" i familjenamnet. 
Henri Deutsch de la Meurthe hade uppfattningen att mineraloljans framtid var beroende av små förbränningsmotorer, varför han främjade utvecklingen av bilar och också var intresserad av flygning. Tillsammans med Ernest Archdeacon grundade han Aéro-Club de France. 
Han stödde Lazare Weiller, som köpte patentlicenser av bröderna Wright och organiserade uppvisningsflygturer med Wilbur Wright i Le Mans från augusti 1908. Deutsch de la Meurthe investerade också i flygplanstillverkarna  Société Astra (1909) och Nieuport (1911). Han lät bygga flera flygplan, bland andra Blériot XXIV Limousine och Voisin Aero-Yacht.
Själv gjorde han sin första flygtur med flygplan tyngre-än-luft i maj 1911 som passagerare i ett Blériot-flygplan, som flögs av Alfred Leblanc.

## Sponsrade priser

### Deutsch de la Meurthe-priset

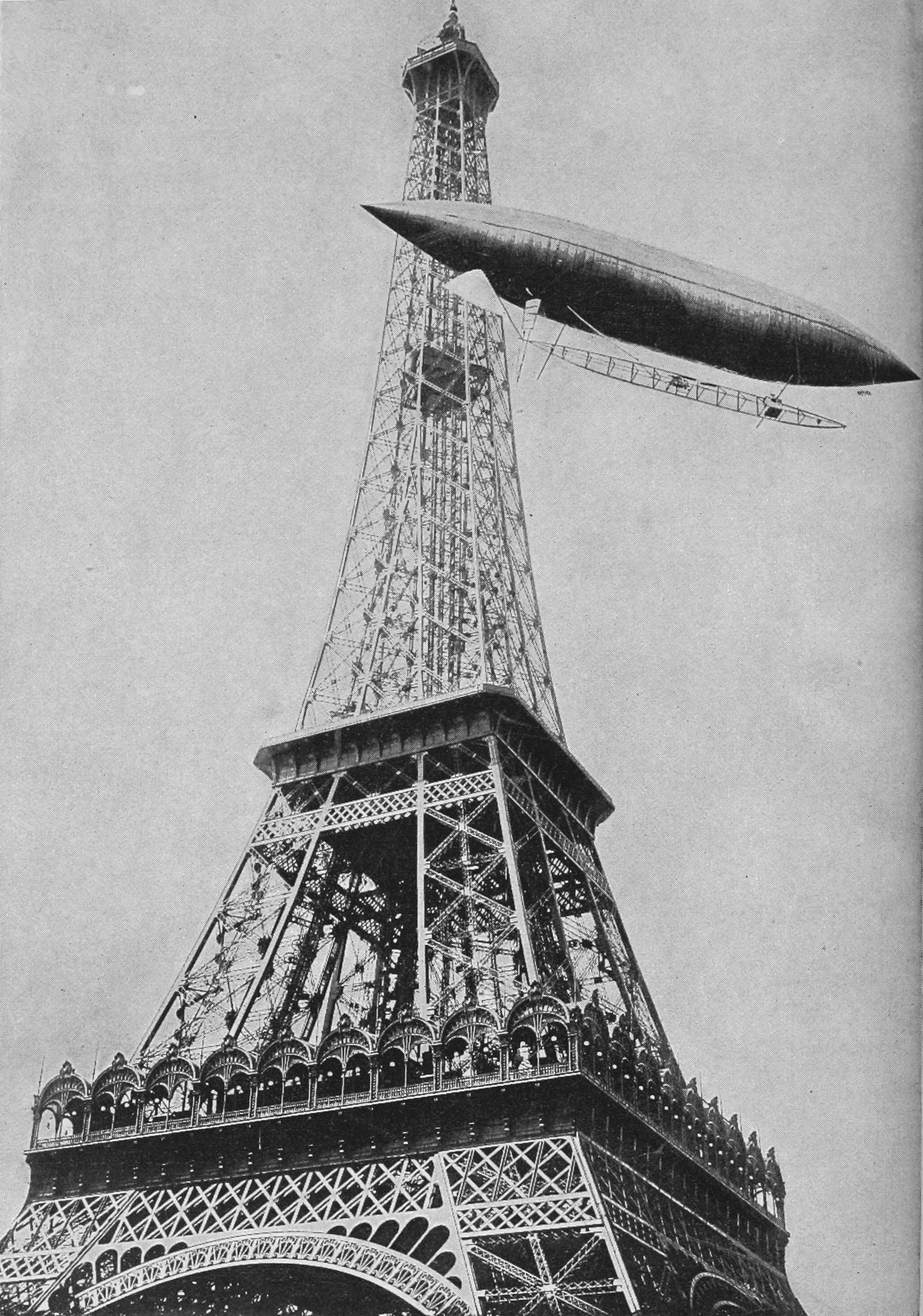
Alberto Santos Dumonts vid en rundning av Eiffeltornet i juli 1901

År 1900 erbjöd Henri Deutsch de la Meurthe  Deutsch de la Meurthe-priset på 100.000 francs till det första luftfartyget som kunde  flyga en elva kilometers rundtur från Parc Saint Cloud till Eiffeltornet i Paris och tillbaka på mindre än 30 minuter.
För att vinna priset byggde Alberto Santos-Dumont efter ett tidigare försök luftskeppet "Santos-Dumont No. 6". Han rundade Eiffeltornet den 19 oktober 1901 efter nio minuter, men fick sedan motorfel. Han lyckades starta motorn igen och kom i mål efter 29 minuter och 30 sekunder.

### Grand Prix d'Aviation
År 1904 instiftade Deutsch de la Meurthe i samarbete med Ernest Archdeacon Grand Prix d'Aviation på 100.000 francs till den som först kunde flyga en sträcka på en kilometer med flygplan tyngre-än-luft. Det vanns den 13 januari 1908 av Henri Farman i dennes Farman-Voisin I på övningsfältet i Issy-les-Moulineaux med tiden 1 minut och 28 sekunder.

### Coupe Deutsch de la Meurthe
Denna hastighetstävling hölls med ojämna mellanrum mellan 1912 och 1936, med 20.000 francs som pris, till en början skänkta av Henri Deutsch de la Meurthe och senare av Aéro-Club de France. Den återupplivades senare av dottern Suzanne Deutsch de la Meurthe med den första av tre lopp 1933.